# Ixodes mitchelli
Ixodes mitchelli är en fästingart som beskrevs av Kohls, Clifford och Harry Hoogstraal 1970. Ixodes mitchelli ingår i släktet Ixodes och familjen hårda fästingar. Inga underarter finns listade i Catalogue of Life.